# Hammarström (släkt)
Hammarström är ett svenskt efternamn, som burits av en adelsätt.
Den adliga ätten Hammarström härstammar enligt Gabriel Anrep från en bergsman vid namn Anders Stensson verksam i Lindesberg, som blev far till Lindesbergs första borgmästare, Örebro läns förste bergmästare Sten Andersson som var gift två gånger. I hans andra gifte föddes Johan Stensson som adlades med namnet Hammarström 1684 och introducerades på nummer 1068, men som barnlös själv slöt sin ätt.
Namnet Hammarström bärs av flera andra släkter.